# Кизильник тонконогий
Кизи́льник тонконо́гий (лат. Cotoneaster tenuipes) — вид двудольных растений рода Кизильник (Cotoneaster) семейства Розовые (Rosaceae). Впервые описан ботаниками Алфредом Уилсоном и Эрнестом Генри Уилсоном в 1912 году.

## Распространение и среда обитания
Эндемик Китая, известный из провинций Ганьсу, Цинхай, Шэньси, Сычуань (отсюда и типовой экземпляр), Юньнань и из Тибетского автономного района. Растёт в лесах и на горных участках.
Культивируется в ботаническом саду в Киеве (Украина).

## Ботаническое описание
Листопадный кустарник высотой 1—2 м. Ветви цилиндрические, коричнево-красные.
Листья яйцевидной или эллиптической формы.
Соцветие — щиток, несущий по 2—4 цветка с яйцевидными или почти округлыми лепестками белого цвета.
Плод яйцевидной формы, пурпурно-чёрного цвета.
Цветёт в мае и июне, плодоносит в сентябре и октябре.
Число хромосом — 2n=68.